# Torneo Extraordinario Sub-18 2021 (Perú)
El Torneo Extraordinario Sub-18, también llamado Copa Generación es un campeonato juvenil de fútbol. El torneo lo organiza la Federación Peruana de Fútbol, a través de la Comisión Nacional de Fútbol de Menores.
Comenzó el 27 de septiembre con la fase regular y culminará el 4 de diciembre con la final para definir al campeón. Es transmitido vía streaming a través de la aplicación de la FPF de manera parcial.
El campeón clasificará a la Copa Libertadores Sub-20 de 2022.

## Sistema de competición
El campeonato está constituido de dos etapas: una fase inicial y una fase final. Todo el torneo se disputó íntegramente en la ciudad de Lima debido a las restricciones por la pandemia de COVID-19.
En la fase inicial los 12 equipos jugarán mediante el sistema de todos contra todos a una sola rueda, totalizando cada equipo 11 fechas y 66 partidos en total en esta etapa.
Acto seguido, en la fase final, los dos mejor ubicados de la tabla de la fase inicial avanzarán directo a las semifinales, mientras que los cuatro siguientes en la tabla jugarán repechajes para acceder también a las semifinales. Para concluir, los vencedores de las semifinales disputarán el título en una final. Todas las rondas de esta fase serán a un solo partido.
Con respecto a la bolsa de minutos, es obligatorio que un futbolista de la categoría 2003 en adelante, juegue 90 minutos por partido. Se permite 2 jugadores extranjeros  de categoría 2002 por club dentro del listado de 18 presentado por partido.

## Equipos participantes

### Información de los clubes
| Equipo                    | Entrenador      | Proveedor    | Auspiciador       |
| ------------------------- | --------------- | ------------ | ----------------- |
| Academia Cantolao         | Juan Perleche   | Verco        |                   |
| Alianza Lima              | Kenji Aparicio  | Nike         |                   |
| Ayacucho FC               | Oseias de Souza | Real         | Coop. Santa María |
| Comerciantes Unidos       | Martín Arenaza  | Zurita       |                   |
| Deportivo Municipal       | Julio Argote    | Umbro        |                   |
| Pirata FC                 | Juan Mallpica   | Front        | La Genovesa       |
| Regatas Lima              | Nick Montalva   | Bandera de ? | BBVA              |
| Sport Boys                | César Gonzales  | Performance  |                   |
| Sporting Cristal          | Jorge Cazulo    | Adidas       | Caja Piura        |
| Universidad César Vallejo | Luis Hernández  | Real         | UCV               |
| Universidad San Martín    | Miguel Llanos   | Umbro        | USMP              |
| Universitario             | Martín Ramírez  | Marathon     |                   |

### Localización
Perú está dividido en 24 departamentos y una provincia constitucional, 6 fueron representados en el campeonato con por lo menos un equipo. Lima contó con la mayor cantidad de representantes (6 equipos) y el Callao representado con 2 equipos.
| Lima        | 6 | Alianza Lima, Deportivo Municipal, Regatas Lima, Sporting Cristal, Universidad San Martín y Universitario | Alianza Lima Deportivo Municipal Regatas Lima Sporting Cristal U. San Martín Universitario Comerciantes Unidos U. César Vallejo Ayacucho FC A. Cantolao Sport · Boys Pirata FC Localización de los equipos del Torneo Sub-18 Copa Generación |
| Callao      | 2 | Academia Cantolao y Sport Boys                                                                            | Alianza Lima Deportivo Municipal Regatas Lima Sporting Cristal U. San Martín Universitario Comerciantes Unidos U. César Vallejo Ayacucho FC A. Cantolao Sport · Boys Pirata FC Localización de los equipos del Torneo Sub-18 Copa Generación |
| Ayacucho    | 1 | Ayacucho FC                                                                                               | Alianza Lima Deportivo Municipal Regatas Lima Sporting Cristal U. San Martín Universitario Comerciantes Unidos U. César Vallejo Ayacucho FC A. Cantolao Sport · Boys Pirata FC Localización de los equipos del Torneo Sub-18 Copa Generación |
| Cajamarca   | 1 | Comerciantes Unidos                                                                                       | Alianza Lima Deportivo Municipal Regatas Lima Sporting Cristal U. San Martín Universitario Comerciantes Unidos U. César Vallejo Ayacucho FC A. Cantolao Sport · Boys Pirata FC Localización de los equipos del Torneo Sub-18 Copa Generación |
| La Libertad | 1 | Universidad César Vallejo                                                                                 | Alianza Lima Deportivo Municipal Regatas Lima Sporting Cristal U. San Martín Universitario Comerciantes Unidos U. César Vallejo Ayacucho FC A. Cantolao Sport · Boys Pirata FC Localización de los equipos del Torneo Sub-18 Copa Generación |
| Lambayeque  | 1 | Pirata FC                                                                                                 | Alianza Lima Deportivo Municipal Regatas Lima Sporting Cristal U. San Martín Universitario Comerciantes Unidos U. César Vallejo Ayacucho FC A. Cantolao Sport · Boys Pirata FC Localización de los equipos del Torneo Sub-18 Copa Generación |

## Fase inicial

### Tabla de posiciones
| Pos. | Equipo                    | PJ | PG | PE | PP | GF | GC | DG  | Pts. | Clasificación |
| ---- | ------------------------- | -- | -- | -- | -- | -- | -- | --- | ---- | ------------- |
| 1.°  | Sporting Cristal          | 11 | 8  | 3  | 0  | 33 | 7  | +26 | 27   | Semifinales   |
| 2.°  | Alianza Lima              | 11 | 7  | 3  | 1  | 28 | 15 | +13 | 24   | Semifinales   |
| 3.°  | Academia Cantolao         | 11 | 7  | 2  | 2  | 25 | 11 | +14 | 23   | Repechajes    |
| 4.°  | Universidad César Vallejo | 11 | 7  | 2  | 2  | 22 | 10 | +12 | 23   | Repechajes    |
| 5.°  | Pirata FC                 | 11 | 5  | 4  | 2  | 17 | 6  | +11 | 19   | Repechajes    |
| 6.°  | Deportivo Municipal       | 11 | 5  | 3  | 3  | 14 | 12 | +2  | 18   | Repechajes    |
| 7.°  | Universitario             | 11 | 4  | 2  | 5  | 18 | 10 | +8  | 14   |               |
| 8.°  | Regatas Lima              | 11 | 3  | 3  | 5  | 10 | 29 | -19 | 12   |               |
| 9.°  | Universidad San Martín    | 11 | 2  | 2  | 7  | 18 | 29 | -11 | 8    |               |
| 10.° | Ayacucho FC               | 11 | 0  | 6  | 5  | 11 | 22 | -11 | 6    |               |
| 11.° | Sport Boys                | 11 | 0  | 3  | 8  | 10 | 30 | -20 | 3    |               |
| 12.° | Comerciantes Unidos       | 11 | 0  | 3  | 8  | 12 | 37 | -25 | 3    |               |

### Evolución de la clasificación
| Equipo / Fecha            | 1  | 2  | 3  | 4  | 5  | 6  | 7  | 8  | 9  | 10 | 11 |
| ------------------------- | -- | -- | -- | -- | -- | -- | -- | -- | -- | -- | -- |
| Academia Cantolao         | 1  | 1  | 1  | 2  | 2  | 2  | 2  | 2  | 2  | 3  | 3  |
| Alianza Lima              | 10 | 5  | 5  | 4  | 4  | 3  | 3  | 4  | 4  | 2  | 2  |
| Ayacucho FC               | 4  | 10 | 8  | 8  | 8  | 8  | 8  | 10 | 10 | 10 | 10 |
| Comerciantes Unidos       | 6  | 11 | 9  | 9  | 10 | 10 | 11 | 11 | 11 | 11 | 12 |
| Deportivo Municipal       | 3  | 6  | 6  | 6  | 6  | 6  | 6  | 6  | 6  | 6  | 6  |
| Pirata FC                 | 7  | 7  | 7  | 5  | 5  | 5  | 5  | 5  | 5  | 5  | 5  |
| Regatas Lima              | 12 | 12 | 11 | 12 | 12 | 12 | 10 | 9  | 9  | 8  | 8  |
| Sport Boys                | 8  | 8  | 12 | 10 | 11 | 11 | 12 | 12 | 12 | 12 | 11 |
| Sporting Cristal          | 9  | 3  | 3  | 1  | 1  | 1  | 1  | 1  | 1  | 1  | 1  |
| Universidad César Vallejo | 2  | 2  | 2  | 3  | 3  | 4  | 4  | 3  | 3  | 4  | 4  |
| Universidad San Martín    | 5  | 9  | 10 | 11 | 9  | 9  | 9  | 8  | 8  | 9  | 9  |
| Universitario             | 11 | 4  | 4  | 7  | 7  | 7  | 7  | 7  | 7  | 7  | 7  |

|  |

### Resultados
- Los horarios corresponden al huso horario de Perú: (UTC-5).

| Fecha 1             | Fecha 1   | Fecha 1             | Fecha 1                 | Fecha 1          | Fecha 1 | Fecha 1  |
| Local               | Resultado | Visitante           | Estadio                 | Fecha            | Hora    | TV       |
| ------------------- | --------- | ------------------- | ----------------------- | ---------------- | ------- | -------- |
| Sporting Cristal    | 0 - 0     | Pirata FC           | La Florida              | 27 de septiembre | 09:00   | YouTube  |
| Alianza Lima        | 2 - 3     | Univ. César Vallejo | Alejandro Villanueva    | 27 de septiembre | 11:00   | FPF Play |
| Univ. San Martín    | 1 - 1     | Ayacucho FC         | CARFIP New Camp         | 27 de septiembre | 12:00   | -        |
| Sport Boys          | 0 - 0     | Comerciantes Unidos | Colegio Claretiano      | 27 de septiembre | 13:45   | -        |
| Regatas Lima        | 0 - 4     | Academia Cantolao   | Villa Deportiva Regatas | 27 de septiembre | 14:30   | -        |
| Deportivo Municipal | 1 - 0     | Universitario       | Complejo EGB            | 27 de septiembre | 15:30   | FPF Play |

| Fecha 2             | Fecha 2   | Fecha 2             | Fecha 2                 | Fecha 2      | Fecha 2 | Fecha 2  |
| Local               | Resultado | Visitante           | Estadio                 | Fecha        | Hora    | TV       |
| ------------------- | --------- | ------------------- | ----------------------- | ------------ | ------- | -------- |
| Academia Cantolao   | 2 - 0     | Ayacucho FC         | Leoncio Prado           | 4 de octubre | 11:00   | -        |
| Alianza Lima        | 3 - 2     | Sport Boys          | Alejandro Villanueva    | 4 de octubre | 11:00   | FPF Play |
| Univ. San Martín    | 1 - 2     | Univ. César Vallejo | CARFIP New Camp         | 4 de octubre | 12:00   | -        |
| Regatas Lima        | 1 - 1     | Pirata FC           | Villa Deportiva Regatas | 4 de octubre | 13:45   | -        |
| Universitario       | 5 - 2     | Comerciantes Unidos | VIDU                    | 4 de octubre | 14:00   | -        |
| Deportivo Municipal | 0 - 1     | Sporting Cristal    | Complejo EGB            | 4 de octubre | 15:30   | FPF Play |

| Fecha 3             | Fecha 3   | Fecha 3             | Fecha 3                 | Fecha 3       | Fecha 3 | Fecha 3 |
| Local               | Resultado | Visitante           | Estadio                 | Fecha         | Hora    | TV      |
| ------------------- | --------- | ------------------- | ----------------------- | ------------- | ------- | ------- |
| Sporting Cristal    | 8 - 1     | Sport Boys          | La Florida              | 10 de octubre | 09:00   | -       |
| Alianza Lima        | 0 - 0     | Pirata FC           | Alejandro Villanueva    | 10 de octubre | 11:00   | -       |
| Univ. San Martín    | 0 - 4     | Academia Cantolao   | CARFIP New Camp         | 10 de octubre | 12:00   | -       |
| Regatas Lima        | 0 - 3     | Univ. César Vallejo | Villa Deportiva Regatas | 10 de octubre | 13:45   | -       |
| Universitario       | 0 - 0     | Ayacucho FC         | VIDU                    | 10 de octubre | 14:00   | -       |
| Deportivo Municipal | 1 - 1     | Comerciantes Unidos | Complejo EGB            | 10 de octubre | 15:30   | -       |

| Fecha 4             | Fecha 4   | Fecha 4           | Fecha 4                 | Fecha 4       | Fecha 4 | Fecha 4 |
| Local               | Resultado | Visitante         | Estadio                 | Fecha         | Hora    | TV      |
| ------------------- | --------- | ----------------- | ----------------------- | ------------- | ------- | ------- |
| Sporting Cristal    | 4 - 1     | Univ. San Martín  | La Florida              | 14 de octubre | 09:00   | -       |
| Univ. César Vallejo | 0 - 0     | Sport Boys        | Campo deportivo La 10   | 14 de octubre | 11:00   | -       |
| Regatas Lima        | 2 - 7     | Alianza Lima      | Villa Deportiva Regatas | 14 de octubre | 13:45   | -       |
| Universitario       | 1 - 2     | Pirata FC         | VIDU                    | 14 de octubre | 14:00   | -       |
| Comerciantes Unidos | 1 - 1     | Ayacucho FC       | CARFIP New Camp         | 14 de octubre | 14:30   | -       |
| Deportivo Municipal | 2 - 2     | Academia Cantolao | Complejo EGB            | 14 de octubre | 15:00   | -       |

| Fecha 5             | Fecha 5   | Fecha 5             | Fecha 5               | Fecha 5       | Fecha 5 | Fecha 5  |
| Local               | Resultado | Visitante           | Estadio               | Fecha         | Hora    | TV       |
| ------------------- | --------- | ------------------- | --------------------- | ------------- | ------- | -------- |
| Sporting Cristal    | 5 - 0     | Regatas Lima        | La Florida            | 18 de octubre | 09:00   | -        |
| Univ. César Vallejo | 1 - 1     | Pirata FC           | Campo deportivo La 10 | 18 de octubre | 10:00   | -        |
| Univ. San Martín    | 5 - 1     | Comerciantes Unidos | CARFIP New Camp       | 18 de octubre | 12:00   | -        |
| Universitario       | 0 - 0     | Alianza Lima        | VIDU                  | 18 de octubre | 14:00   | FPF Play |
| Deportivo Municipal | 1 - 1     | Ayacucho FC         | Complejo EGB          | 18 de octubre | 15:30   | -        |
| Academia Cantolao   | 3 - 1     | Sport Boys          | Leoncio Prado         | 19 de octubre | 11:00   | -        |

| Fecha 6             | Fecha 6   | Fecha 6             | Fecha 6               | Fecha 6       | Fecha 6 | Fecha 6  |
| Local               | Resultado | Visitante           | Estadio               | Fecha         | Hora    | TV       |
| ------------------- | --------- | ------------------- | --------------------- | ------------- | ------- | -------- |
| Sporting Cristal    | 2 - 1     | Ayacucho FC         | La Florida            | 25 de octubre | 09:00   | FPF Play |
| Alianza Lima        | 5 - 2     | Univ. San Martín    | Alejandro Villanueva  | 25 de octubre | 10:00   | -        |
| Univ. César Vallejo | 1 - 2     | Deportivo Municipal | Campo deportivo La 10 | 25 de octubre | 10:00   | -        |
| Sport Boys          | 0 - 1     | Pirata FC           | La Florida            | 25 de octubre | 13:00   | FPF Play |
| Universitario       | 5 - 0     | Regatas Lima        | VIDU                  | 25 de octubre | 14:00   | -        |
| Academia Cantolao   | 4 - 3     | Comerciantes Unidos | Leoncio Prado         | 26 de octubre | 11:00   | -        |

| Fecha 7             | Fecha 7   | Fecha 7             | Fecha 7                 | Fecha 7        | Fecha 7 | Fecha 7  |
| Local               | Resultado | Visitante           | Estadio                 | Fecha          | Hora    | TV       |
| ------------------- | --------- | ------------------- | ----------------------- | -------------- | ------- | -------- |
| Sporting Cristal    | 6 - 1     | Comerciantes Unidos | La Florida              | 1 de noviembre | 09:00   | -        |
| Regatas Lima        | 1 - 0     | Sport Boys          | Villa Deportiva Regatas | 1 de noviembre | 10:00   | -        |
| Deportivo Municipal | 0 - 2     | Alianza Lima        | Complejo EGB            | 1 de noviembre | 10:30   | FPF Play |
| Univ. San Martín    | 0 - 2     | Pirata FC           | Villa Deportiva USMP    | 1 de noviembre | 14:00   | -        |
| Academia Cantolao   | 2 - 0     | Universitario       | Leoncio Prado           | 2 de noviembre | 09:00   | -        |
| Univ. César Vallejo | 3 - 0     | Ayacucho FC         | Campo deportivo La 10   | 2 de noviembre | 10:00   | -        |

| Fecha 8             | Fecha 8   | Fecha 8             | Fecha 8                 | Fecha 8        | Fecha 8 | Fecha 8  |
| Local               | Resultado | Visitante           | Estadio                 | Fecha          | Hora    | TV       |
| ------------------- | --------- | ------------------- | ----------------------- | -------------- | ------- | -------- |
| Sporting Cristal    | 1 - 1     | Academia Cantolao   | La Florida              | 8 de noviembre | 09:00   | FPF Play |
| Univ. César Vallejo | 6 - 1     | Comerciantes Unidos | Campo deportivo La 10   | 8 de noviembre | 10:00   | -        |
| Deportivo Municipal | 1 - 0     | Pirata FC           | Complejo EGB            | 8 de noviembre | 10:30   | -        |
| Regatas Lima        | 2 - 2     | Univ. San Martín    | Villa Deportiva Regatas | 8 de noviembre | 13:45   | -        |
| Universitario       | 4 - 0     | Sport Boys          | VIDU                    | 8 de noviembre | 14:00   | -        |
| Alianza Lima        | 2 - 1     | Ayacucho FC         | Alejandro Villanueva    | 8 de noviembre | 15:00   | FPF Play |

| Fecha 9           | Fecha 9   | Fecha 9             | Fecha 9                 | Fecha 9         | Fecha 9 | Fecha 9  |
| Local             | Resultado | Visitante           | Estadio                 | Fecha           | Hora    | TV       |
| ----------------- | --------- | ------------------- | ----------------------- | --------------- | ------- | -------- |
| Sporting Cristal  | 2 - 0     | Universitario       | La Florida              | 11 de noviembre | 09:00   | FPF Play |
| Univ. San Martín  | 4 - 2     | Sport Boys          | Villa Deportiva USMP    | 11 de noviembre | 09:00   | -        |
| Academia Cantolao | 1 - 2     | Univ. César Vallejo | Leoncio Prado           | 11 de noviembre | 11:00   | -        |
| Ayacucho FC       | 1 - 5     | Pirata FC           | CARFIP New Camp         | 11 de noviembre | 12:00   | -        |
| Regatas Lima      | 1 - 0     | Deportivo Municipal | Villa Deportiva Regatas | 11 de noviembre | 13:45   | -        |
| Alianza Lima      | 3 - 2     | Comerciantes Unidos | Alejandro Villanueva    | 11 de noviembre | 15:00   | -        |

| Fecha 10            | Fecha 10  | Fecha 10            | Fecha 10                | Fecha 10        | Fecha 10 | Fecha 10 |
| Local               | Resultado | Visitante           | Estadio                 | Fecha           | Hora     | TV       |
| ------------------- | --------- | ------------------- | ----------------------- | --------------- | -------- | -------- |
| Univ. San Martín    | 0 - 3     | Universitario       | Villa Deportiva USMP    | 15 de noviembre | 09:00    | FPF Play |
| Univ. César Vallejo | 0 - 2     | Sporting Cristal    | Campo deportivo La 10   | 15 de noviembre | 10:00    | -        |
| Deportivo Municipal | 3 - 1     | Sport Boys          | Complejo EGB            | 15 de noviembre | 10:30    | -        |
| Pirata FC           | 5 - 0     | Comerciantes Unidos | CARFIP New Camp         | 15 de noviembre | 12:00    | -        |
| Regatas Lima        | 2 - 2     | Ayacucho FC         | Villa Deportiva Regatas | 15 de noviembre | 13:45    | -        |
| Alianza Lima        | 2 - 1     | Academia Cantolao   | Alejandro Villanueva    | 15 de noviembre | 15:00    | FPF Play |

| Fecha 11            | Fecha 11  | Fecha 11            | Fecha 11                | Fecha 11        | Fecha 11 | Fecha 11 |
| Local               | Resultado | Visitante           | Estadio                 | Fecha           | Hora     | TV       |
| ------------------- | --------- | ------------------- | ----------------------- | --------------- | -------- | -------- |
| Academia Cantolao   | 1 - 0     | Pirata FC           | Leoncio Prado           | 18 de noviembre | 09:00    | FPF Play |
| Sporting Cristal    | 2 - 2     | Alianza Lima        | La Florida              | 18 de noviembre | 10:00    | -        |
| Deportivo Municipal | 3 - 2     | Univ. San Martín    | Complejo EGB            | 18 de noviembre | 10:30    | -        |
| Regatas Lima        | 1 - 0     | Comerciantes Unidos | Villa Deportiva Regatas | 18 de noviembre | 13:45    | -        |
| Universitario       | 0 - 1     | Univ. César Vallejo | VIDU                    | 18 de noviembre | 14:00    | -        |
| Sport Boys          | 3 - 3     | Ayacucho FC         | La Florida              | 18 de noviembre | 14:00    | -        |

## Fase final

### Cuadro de desarrollo
|  | Repechajes | Repechajes          | Repechajes       |                   |       | Semifinales | Semifinales | Semifinales |  |    | Final            | Final | Final |  |
|  |            |                     |                  |                   |       |             |             |             |  |    |                  |       |       |  |
|  |            |                     |                  |                   |       |             |             |             |  |    |                  |       |       |  |
|  |            |                     |                  |                   |       |             |             |             |  |    |                  |       |       |  |
|  |            |                     |                  |                   |       |             |             |             |  |    |                  |       |       |  |
|  |            |                     |                  |                   |       |             |             |             |  |    |                  |       |       |  |
|  |            | 1.°                 | Sporting Cristal | 2                 |       |             |             |             |  |    |                  |       |       |  |
|  |            |                     |                  | 2                 |       |             |             |             |  |    |                  |       |       |  |
|  |            |                     | R1               | Pirata FC         | 1     |             |             |             |  |    |                  |       |       |  |
|  | 4.°        | Univ. César Vallejo | R1               | Pirata FC         | 1     | 1           |             |             |  |    |                  |       |       |  |
|  | 4.°        | Univ. César Vallejo |                  |                   |       |             |             |             |  |    |                  |       |       |  |
|  | 5.°        | Pirata FC           | 2                |                   |       |             |             |             |  |    |                  |       |       |  |
|  | 5.°        | Pirata FC           | 2                |                   |       |             |             |             |  | S1 | Sporting Cristal | 1 (4) |       |  |
|  |            |                     |                  |                   |       |             |             |             |  | S1 | Sporting Cristal | 1 (4) |       |  |
|  |            |                     | S2               | Alianza Lima      | 1 (2) |             |             |             |  |    |                  |       |       |  |
|  |            |                     | S2               | Alianza Lima      | 1 (2) |             |             |             |  |    |                  |       |       |  |
|  |            |                     |                  |                   |       |             |             |             |  |    |                  |       |       |  |
|  |            |                     |                  |                   |       |             |             |             |  |    |                  |       |       |  |
|  |            | 2.°                 | Alianza Lima     | 1                 |       |             |             |             |  |    |                  |       |       |  |
|  |            |                     |                  | 1                 |       |             |             |             |  |    |                  |       |       |  |
|  |            |                     | R2               | Academia Cantolao | 0     |             |             |             |  |    |                  |       |       |  |
|  | 3.°        | Academia Cantolao   | R2               | Academia Cantolao | 0     | 2           |             |             |  |    |                  |       |       |  |
|  | 3.°        | Academia Cantolao   |                  |                   |       |             |             |             |  |    |                  |       |       |  |
|  | 6.°        | Deportivo Municipal | 1                |                   |       |             |             |             |  |    |                  |       |       |  |
|  | 6.°        | Deportivo Municipal | 1                |                   |       |             |             |             |  |    |                  |       |       |  |
|  |            |                     |                  |                   |       |             |             |             |  |    |                  |       |       |  |

### Repechajes
Repechaje 1
| 22 de noviembre de 2021, 13:30 | Univ. César Vallejo | 1:2 (1:1) | Pirata FC                      | VIDENA, Lima             |                          |
|                                | Ferreira 9'         |           | Monserrate 36' · Valcárcel 88' | Árbitro(s): Jesse Flores | Árbitro(s): Jesse Flores |

| Uniformes | Uniformes |
| --------- | --------- |
|           |           |

Repechaje 2
| 22 de noviembre de 2021, 09:30 | Academia Cantolao          | 2:1 (1:0) | Deportivo Municipal | VIDENA, Lima               |                            |
|                                | Medina 2' · Villanueva 75' |           | Robatti 81'         | Árbitro(s): Ítalo Gonzales | Árbitro(s): Ítalo Gonzales |

| Uniformes | Uniformes |
| --------- | --------- |
|           |           |

### Semifinales
Semifinal 1
| 26 de noviembre de 2021, 09:30 | Sporting Cristal         | 2:1 (2:1) | Pirata FC | VIDENA, Lima             |                          |
|                                | Rodríguez 6' · Perea 27' |           | Duque 37' | Árbitro(s): Julio Quiroz | Árbitro(s): Julio Quiroz |

| Uniformes | Uniformes |
| --------- | --------- |
|           |           |

Semifinal 2
| 26 de noviembre de 2021, 13:30 | Alianza Lima  | 1:0 (0:0) | Academia Cantolao | VIDENA, Lima             |                          |
|                                | Goicochea 83' |           |                   | Árbitro(s): César García | Árbitro(s): César García |

| Uniformes | Uniformes |
| --------- | --------- |
|           |           |

### Final
| 30 de noviembre de 2021, 10:00 | Sporting Cristal                | 1:1 (1:0) (4:2 p.)         | Alianza Lima                                | VIDENA, Lima               |                            |
|                                | Paredes 31'                     |                            | Valladolid 90+4'                            | Árbitro(s): Alexander Blas | Árbitro(s): Alexander Blas |
|                                |                                 | Tiros desde el punto penal |                                             |                            |                            |
|                                | - Cantt - Alcedo - Díaz - Perea |                            | - Montoya - Mesías - Arrasco - Del Castillo |                            |                            |

| Uniformes | Uniformes |
| --------- | --------- |
|           |           |

|                                      |
| Campeón Sporting Cristal 1.er título |